# Filip Kuba
Filip Kuba (* 29. prosince 1976, Ostrava) je bývalý český hokejový obránce.

## Hráčská kariéra
Kuba se narodil v Ostravě, zde také s hokejem začínal. Do školy chodil ve Vítkovicích, za tamní klub odehrál v sezónách 1994/1995 a 1995/1996 celkem 23 zápasů. V roce 1995 jej v osmém kole draftoval tým Florida Panthers na konečném 192. místě. Nejprve působil v nižších zámořských soutěžích, ve své první sezóně v NHL (1998/1999) odehrál za Floridu pouze 5 zápasů. Přes nevelkou účast v NHL i v další sezóně, byl následně poslán do Minnesoty Wild, kde si dokonce nadvakrát oblékl i dres s kapitánským C. Sezóna 2006/07 znamenala pro Kubu další přestup, tentokrát se stěhoval do Tampy Bay. V letech 2008–2012 hrál za Ottawu, na podzim 2012, během výluky NHL, za Vítkovice a ve zbytku sezóny 2012/2013 opět za Floridu. Po tomto ročníku byl Floridou vyplacen ze smlouvy, stal se volným hráčem, ale se žádným klubem nový kontrakt nepodepsal. V sezóně 2013/2014 vůbec nehrál a v červenci 2014 kariéru ukončil.

## Ocenění a úspěchy
- 2004 NHL - All-Star Game

## Prvenství

### ČHL
- Debut - 8. března 1995 (HC Sparta Praha proti HC Vítkovice)
- První asistence - 29. září 1995 (HC Pojišťovna IB Pardubice proti HC Vítkovice)

### NHL
- Debut - 9. dubna 1999 (Buffalo Sabres proti Florida Panthers)
- První asistence - 14. dubna 1999 (Florida Panthers proti Montreal Canadiens)
- První gól - 27. října 1999 (Florida Panthers proti New York Islanders, brankáři Felix Potvin)

## Klubová statistika
| Sezóna       | Klub                    | Soutěž       |     | Základní část | Základní část | Základní část | Základní část | Základní část |   | Play off | Play off | Play off | Play off | Play off |
| Sezóna       | Klub                    | Soutěž       | Z   | G             | A             | B             | TM            | Z             | G | A        | B        | TM       |          |          |
| 1994/95      | HC Vítkovice Steel-18   | ČHL-18       | 35  | 10            | 15            | 25            | —             | —             | — | —        | —        | —        |          |          |
| 1994–95      | HC Vítkovice            | ČHL          | —   | —             | —             | —             | —             | 3             | 0 | 0        | 0        | 0        |          |          |
| 1995–96      | HC Vítkovice            | ČHL          | 18  | 0             | 1             | 1             | 2             | —             | — | —        | —        | —        |          |          |
| 1996–97      | Carolina Monarchs       | AHL          | 51  | 0             | 12            | 12            | 38            | —             | — | —        | —        | —        |          |          |
| 1997–98      | Beast of New Haven      | AHL          | 77  | 4             | 13            | 17            | 58            | 3             | 1 | 1        | 2        | 0        |          |          |
| 1998–99      | Kentucky Thoroughblades | AHL          | 45  | 2             | 8             | 10            | 33            | 10            | 0 | 1        | 1        | 4        |          |          |
| 1998–99      | Florida Panthers        | NHL          | 5   | 0             | 1             | 1             | 2             | —             | — | —        | —        | —        |          |          |
| 1999-00      | Houston Aeros           | IHL          | 27  | 3             | 6             | 9             | 13            | 11            | 1 | 2        | 3        | 4        |          |          |
| 1999–00      | Florida Panthers        | NHL          | 13  | 1             | 5             | 6             | 2             | —             | — | —        | —        | —        |          |          |
| 2000–01      | Minnesota Wild          | NHL          | 75  | 9             | 21            | 30            | 28            | —             | — | —        | —        | —        |          |          |
| 2001–02      | Minnesota Wild          | NHL          | 62  | 5             | 19            | 24            | 32            | —             | — | —        | —        | —        |          |          |
| 2002–03      | Minnesota Wild          | NHL          | 78  | 8             | 21            | 29            | 29            | 18            | 3 | 5        | 8        | 24       |          |          |
| 2003–04      | Minnesota Wild          | NHL          | 77  | 5             | 19            | 24            | 28            | —             | — | —        | —        | —        |          |          |
| 2005–06      | Minnesota Wild          | NHL          | 65  | 6             | 19            | 25            | 44            | —             | — | —        | —        | —        |          |          |
| 2006–07      | Tampa Bay Lightning     | NHL          | 81  | 15            | 22            | 37            | 36            | 6             | 1 | 4        | 5        | 4        |          |          |
| 2007–08      | Tampa Bay Lightning     | NHL          | 75  | 6             | 25            | 31            | 40            | —             | — | —        | —        | —        |          |          |
| 2008–09      | Ottawa Senators         | NHL          | 71  | 3             | 37            | 40            | 28            | —             | — | —        | —        | —        |          |          |
| 2009–10      | Ottawa Senators         | NHL          | 53  | 3             | 25            | 28            | 28            | —             | — | —        | —        | —        |          |          |
| 2010–11      | Ottawa Senators         | NHL          | 64  | 2             | 14            | 16            | 16            | —             | — | —        | —        | —        |          |          |
| 2011–12      | Ottawa Senators         | NHL          | 73  | 6             | 26            | 32            | 26            | 7             | 0 | 2        | 2        | 10       |          |          |
| 2012–13      | HC Vitkovice            | ČHL          | 11  | 0             | 4             | 4             | 10            | —             | — | —        | —        | —        |          |          |
| 2012–13      | Florida Panthers        | NHL          | 44  | 1             | 9             | 10            | 24            | —             | — | —        | —        | —        |          |          |
| Celkem v NHL | Celkem v NHL            | Celkem v NHL | 836 | 70            | 263           | 333           | 361           | 31            | 4 | 11       | 15       | 38       |          |          |

## Reprezentace
| Rok                       | Tým                       | Soutěž                    | Z  | G | A | B  | TM |
| ------------------------- | ------------------------- | ------------------------- | -- | - | - | -- | -- |
| 2001                      | Česko                     | MS                        | 9  | 1 | 1 | 2  | 8  |
| 2002                      | Česko                     | MS                        | 7  | 0 | 3 | 3  | 18 |
| 2006                      | Česko                     | OH                        | 8  | 1 | 0 | 1  | 0  |
| 2008                      | Česko                     | MS                        | 7  | 1 | 2 | 3  | 4  |
| 2010                      | Česko                     | OH                        | 5  | 0 | 1 | 1  | 0  |
| Seniorská kariéra celkově | Seniorská kariéra celkově | Seniorská kariéra celkově | 36 | 3 | 7 | 10 | 30 |